# Limanes de Burgas
Los limanes (o lagos) de Burgas (en búlgaro: Бургаски езера)  o también humedales de Burgas (Бургаски влажни зони) son un conjunto de cinco limanes o lagos costeros de salinidad variable ubicados alrededor de la ciudad búlgara de  Burgas, en el este de Bulgaria, en la costa del mar Negro. Constituyen el grupo más grande de lagos en el país y comprenden algunos de los lagos más grandes e importantes de Bulgaria.
El área total de los limanes (incluidos pantanos, marismas, estanques y otros embalses) asciende a 95 km², de los que 33,30 km² son áreas protegidas (proclamadas o propuestas), que están habitadas por una gran cantidad de especies de aves, peces y mamíferos en peligro de extinción a nivel local o global. Además de esto, los limanes de Burgas también son de importancia económica, y se utilizan para obtener sal marina y barro curativo, así como para abastecer de agua dulce a la economía local, en el caso del lago de Mandra.
De norte a sur, los limanes de Burgas son:
- el lago de Pomorie (8,5 km², un limán ultrasalado declarado sitio Ramsar en 2002;
- el lago Atanasovo (10,90 km²), que constituye una reserva natural y sitio Ramsar desde 1984;
- el lago de Burgas o lago Vaya (27,60 km²), el limán más grande de Bulgaria por área y sitio Ramsar desde 2002;
- el lago de Poda,  a veces considerado parte del lago Mandra y sitio Ramsar desde 2002;
- el lago de Mandra (38,84 km²), que se ha convertido en el mayor embalse de agua dulce en Bulgaria.

## Galería de imágenes

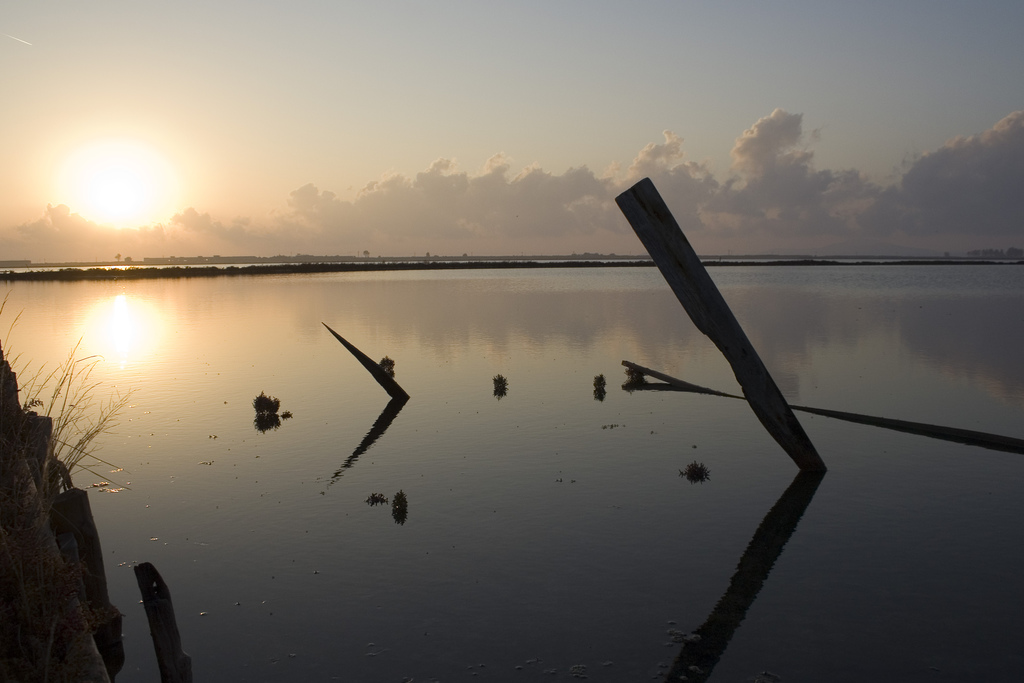
Lago de Atanasovo
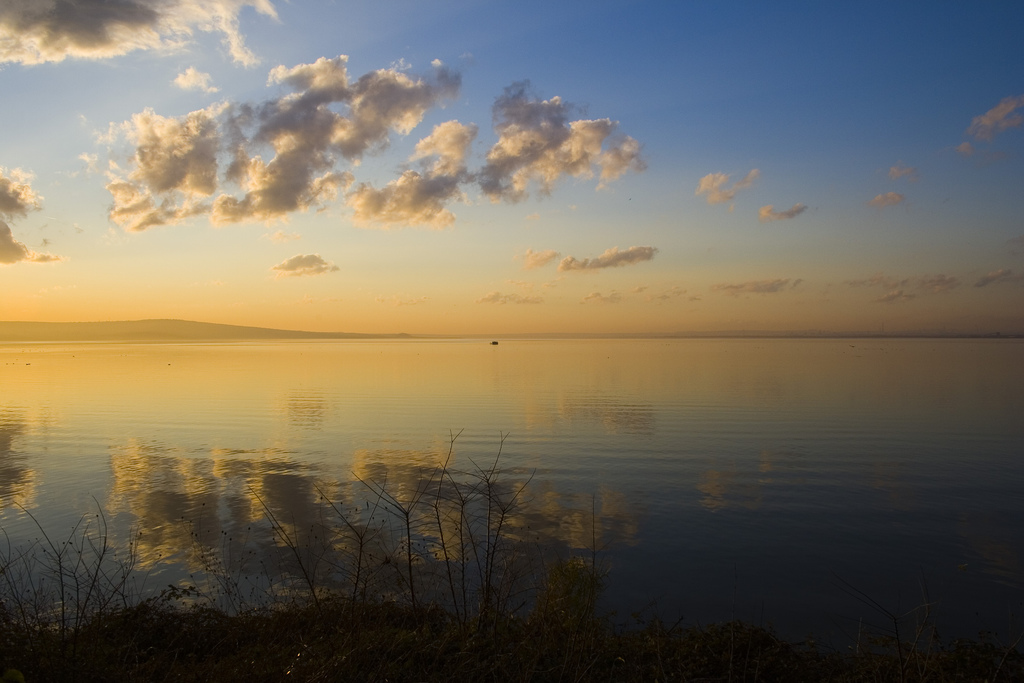
Lago de Burgas
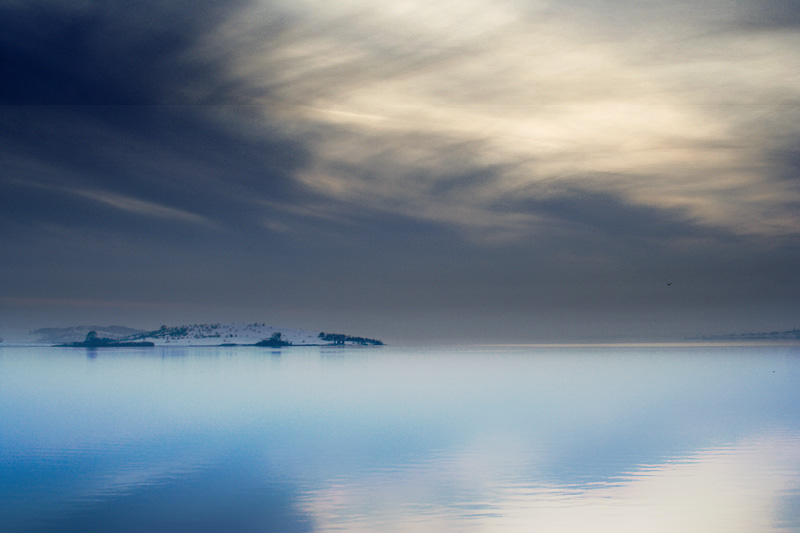
Lago de Mandra
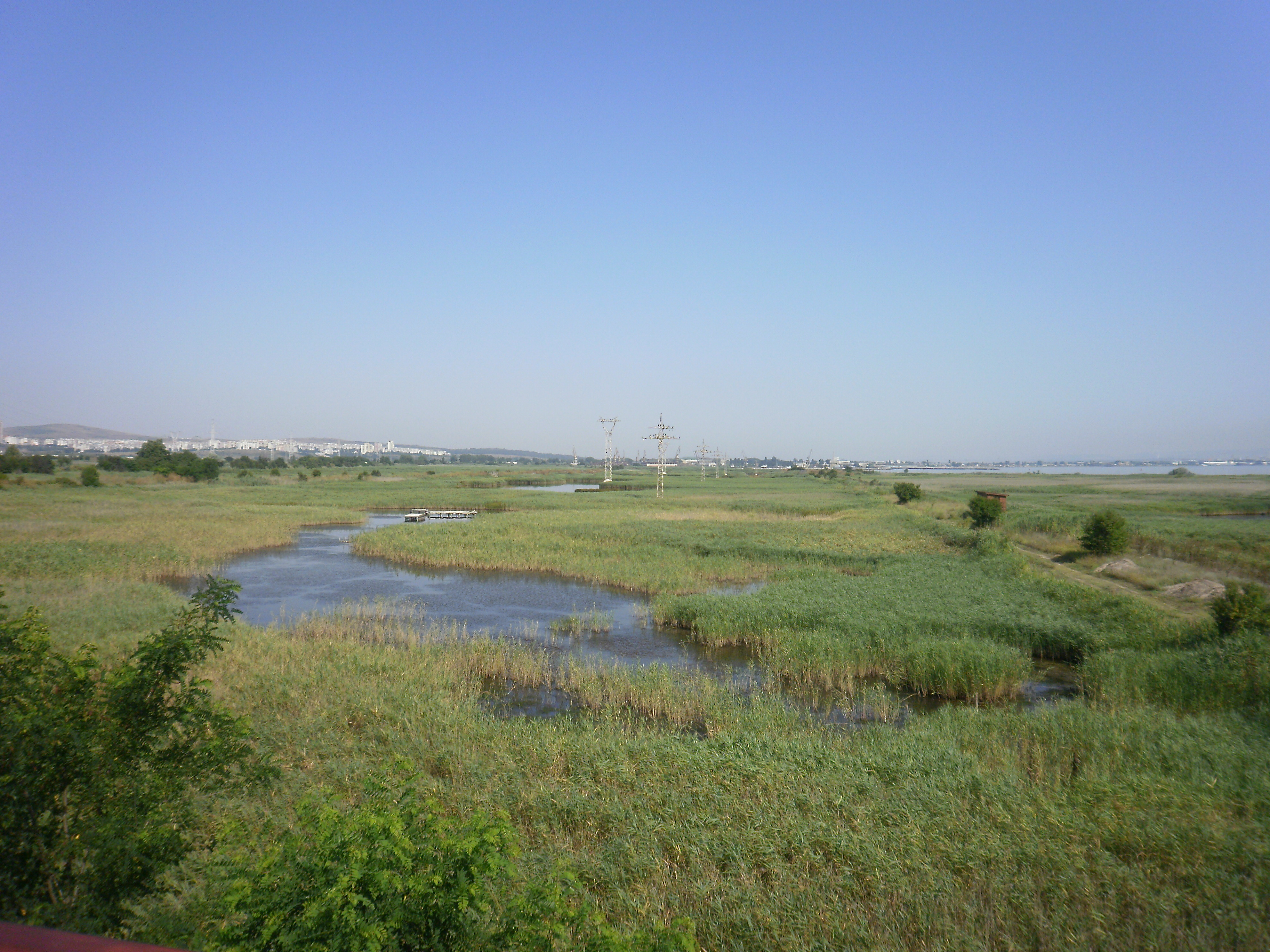
Lago de Mandra